# Moses Rosenkranz
Moses Rosenkranz (geboren 20. Juni 1904 in Berhometh am Pruth, Österreich-Ungarn; gestorben 17. Mai 2003 in Kappel, Deutschland) war ein deutschsprachiger Dichter.

## Leben
Moses Rosenkranz wurde als Edmund Rosenkranz als sechstes von neun Kindern nicht-orthodoxer jüdischer Eltern in ärmlichen Verhältnissen geboren. Er wuchs mehrsprachig (jiddisch, ukrainisch, deutsch, polnisch, rumänisch) auf. Er lebte bis 1930 vorwiegend in der Bukowina, dann in Bukarest. Von 1941 bis 1944 war er während der Judenverfolgungen unter der Herrschaft des rumänischen Diktators Ion Antonescu in Arbeitslagern interniert. 1947 wurde er in die Sowjetunion verschleppt und verschwand für zehn Jahre im Gulag. 1961, wieder politisch verfolgt, musste er aus Rumänien fliehen und kam 1961 nach Deutschland. Bis zu seinem Tod lebte er im Schwarzwald.

## Werke (Auswahl)
- Die Tafeln. Verlag Literaria, Cernăuți 1940 (Gedichte).
- Im Untergang. Ein Jahrhundertbuch. Wort-und-Welt-Verlag, Thaur
  - Band 1. 1986, ISBN 3-88356-043-X. 2014, ISBN 978-3-89086-913-1.
  - Band 2. 1988, ISBN 3-85373-111-2. 2014, ISBN 978-3-89086-819-6.
- Bukowina. Gedichte 1920–1997 (= Texte aus der Bukowina. Bd. 6). Zsgest. vom Verf. unter Mitw. von Doris Rosenkranz und George Guțu. Mit einem Interview von Stefan Sienerth und einem Essay von Hans Bergel. Mit sechs Gouachen von K. O. Götz. Rimbaud, Aachen 1998, ISBN 978-3-89086-828-8.
- Fragment einer Autobiographie. Rimbaud, Aachen 
  - Teil 1: Kindheit (= Texte aus der Bukowina. Bd. 9). Hrsg. von George Guțu. Unter Mitarb. von Doris Rosenkranz. Mit einem Essay von Matthias Huff. 2001, ISBN 978-3-89086-758-8.
    - Im Wort versteckt (Memento vom 4. Juli 2007 im Internet Archive), Rezension von Edward Kanterian in der Neuen Zürcher Zeitung, 2. Juni 2001.
    - Dunkler Zauberwald der Sprache, Rezension von Thomas Rietzschel in der Frankfurter Allgemeinen Zeitung, 28. August 2002.

  - Teil 1: Kindheit, Hörbuch (= Texte aus der Bukowina. Bd. 79). 2015, ISBN 978-3-89086-372-6 (MP3-CD), ISBN 978-3-89086-369-6 (6 Audio-CDs) und UPC 190394307943 (Download).
  - Teil 2: Jugend (= Texte aus der Bukowina. Bd. 26). Hrsg. von Doris Rosenkranz. Mit einem Essay von Matthias Huff. 2014, ISBN 978-3-89086-692-5.
  - Teil 2: Jugend, Hörbuch (= Texte aus der Bukowina. Bd. 81). 2016, ISBN 978-3-89086-370-2 (MP3-CD), ISBN 978-3-89086-368-9 (4 Audio-CDs) und UPC 190394307950 (Download).
- Visionen. Gedichte (= Texte aus der Bukowina. Bd. 14). Hrsg. und mit einem Nachw. von Doris Rosenkranz. Rimbaud, Aachen 2007, ISBN 978-3-89086-728-1.
- Der Hund. Franz Dubas Bericht (= Bukowiner Literaturlandschaft. Bd. 85). Hrsg. von Sascha Feuchert und Andrea Löw. Mit zwei biografischen Essays von Burkhard Baltzer. Rimbaud, Aachen 2021, ISBN 978-3-89086-347-4.

## Briefe
- Briefe an Alfred Margul-Sperber 1930–1963 (= Bukowiner Literaturlandschaft Bd. 77). Mit autobiographischen sowie literaturkritischen Dokumenten. Herausgegeben von George Guțu. Rimbaud, Aachen 2015, ISBN 978-3-89086-377-1.